# Donkeyboy
Donkeyboy är ett pop-/rockband från Drammen i Norge som 2005 startades av Cato Sundberg, Kent Sundberg och Thomas Drabløs. Peter Michelsen och Alexander Garborg Ågedal anslöt sig till bandet något senare.
Deras första singel, "Ambitions", kom 2009 och har sålt platina. Debutalbumet Caught In A Life släpptes 19 oktober 2009. Bandet vann 3 Spellemannpriser 2009: "Årets nykommer", "Årets hit" ("Ambitions") och "Årets musikkvideo".
Den 5 februari 2010 gästspelade bandet i Skavlan, tillsammans med sångaren Linnea Dale.

## Medlemmar
Nuvarande medlemmar
- Cato Sundberg – sång, gitarr (2005– )
- Kent Sundberg – synthesizer, sång (2005– )
- Thomas Drabløs – slagverk, trummor (2005– )
- Peter Michelsen – gitarr, bakgrundssång (2006– )

Tidigare medlemmar
- Alexander Garborg Ågedal – basgitarr (2006–2013)

## Diskografi
Studioalbum
- 2009: Caught in a Life
- 2012: Silver Moon
- 2016: Lost

Singlar
- 2009: "Ambitions"
- 2009: "Sometimes"
- 2009: "Broke My Eyes"
- 2009: "Blade Running"
- 2009: "Awake"
- 2010: "Stereolife" (Jah Wobble Remixes)
- 2011: "City Boy"
- 2012: "Silver Moon"
- 2012: "Pull Of The Eye"
- 2013: "Triggerfinger"
- 2014: "Crazy Something Normal"
- 2014: "Hero"
- 2015: "Downtown"
- 2015: "Lost"
- 2016: "Dollar"
- 2017: "Kaleidoscope"
- 2018: "It'll Be Alright"
- 2019: "Think You Should" (feat. Linnea Dale)
- 2021: "Kentucky"

Samlingsalbum
- 2014: The Hits